# Andorre aux Jeux olympiques d'été de 1980
L'Andorre participe aux Jeux olympiques d'été de 1980 à Moscou. Sa délégation est composée de 2 sportifs. Au terme des Olympiades, la nation n'est pas à proprement classée puisqu'elle ne remporte aucune médaille.

## Liste des médaillés andorrans
Aucun athlète andorran ne remporte de médaille durant ces JO.

## Engagés andorrans par sport

### Tir
- Joan Tomas
- Francesco Gaset